# Circunscrições eclesiásticas católicas do Sudão e do Sudão do Sul

Visão Geral das Dioceses Católicas Romanas no Sudão e Sudão do Sul:
Sudão:
1 Diocese de El Obeid
2 Arquidiocese de Khartoum
Sudão do Sul:
3 Diocese de Wau
4 Diocese de Rumbek
5 Diocese de Malakal
6 Diocese de Tombura-Yambio
7 Diocese de Yei
8 Arquidiocese de Juba
9 Diocese de Torit

A Igreja Católica Romana no Sudão do Sul é composta por uma província eclesiástica com sete dioceses sufragâneas. A Igreja Católica Romana no Sudão é composta por uma província eclesiástica com uma dioceses sufragâneas. Os bispos do Sudão do Sul e do Sudão são atualmente membros de uma única Conferência Episcopal, designada como Conferência Episcopal do Sudão.

## Província Eclesiástica de Cartum (Sudão)
- Arquidiocese de Cartum
  - Diocese de El-Obeid

## Província Eclesiástica de Juba (Sudão do Sul)
- Arquidiocese de Juba
  - Diocese de Malakal
  - Diocese de Rumbek
  - Diocese de Tombura-Yambio
  - Diocese de Torit
  - Diocese de Wau
  - Diocese de Yei